# Ixodes tapirus
Ixodes tapirus este o specie de căpușe din genul Ixodes, familia Ixodidae, descrisă de Glen M. Kohls în anul 1956. Conform Catalogue of Life specia Ixodes tapirus nu are subspecii cunoscute.